# دیدارهای فوتبال ایران و عمان
تیم ملی ایران و تیم ملی عمان  تاکنون ۱۳ بار در مقابل یکدیگر قرار گرفته‌اند. حاصل این بازیها، ۷ پیروزی برای ایران، ۲ پیروزی برای عمان و ۴ تساوی بوده است 
در این بازیها جمعاً ۴۱ گل به ثمر رسیده است که سهم ایران ۲۶ گل و سهم تیم ملی عمان  ۱۵ گل میباشد

## اولین بازی
اولین بازی بین این دو تیم در تاریخ چهارم اسفند ۱۳۶۰ در  بازیهای جام محمدعلی جناح در کراچی پاکستان برگزار شد که با نتیجه ۴ بر ۰ به سود تیم ملی ایران تمام شد.

## بهترین برد
بهترین برد تیم ملی ایران در برابر تیم ملی عمان کسب نتیجه ۴ بر ۰ میباشد که در سال ۱۳۶۰ حاصل شده است
بهترین برد تیم ملی عمان نیز برابر تیم ملی ایران با نتیجه ۴ بر ۲ در سال ۱۳۷۷ اتفاق افتاده است

## فاصله بین بردها
بیشترین فاصله‌ای که بین دو برد تیم ملی عمان افتاده است ۵ بازی میباشد (۴ برد برای ایران و یک مساوی)
تیم ملی ایران تجربه کسب برد در سه بازی متوالی در برابر تیم ملی عمان را دارد
بیشترین فاصله‌ای که بین دو برد تیم ملی ایران افتاده است چهار بازی میباشد (یک برد برای عمان و سه مساوی)

## بررسی کلی بازیها
| بردهای ایران | ۷ بازی  |            | گل‌های ایران | ۲۶ گل                            |         | بازی‌های برگزار شده در ایران | ۴ بازی |
| مساوی        | ۴ بازی  | گل‌های عمان | ۱۵ گل       | بازی‌های برگزار شده در کشور بی‌طرف | ۶ بازی  |                             |        |
| بردهای عمان  | ۲ بازی  |            |             | بازی‌های برگزار شده در عمان       | ۳ بازی  |                             |        |
| مجموع بازی‌ها | ۱۳ بازی | مجموع گل‌ها | ۴۱ گل       | مجموع بازی‌ها                     | ۱۳ بازی |                             |        |

## عنوان بازیها
| #   | عنوان بازی              | تعداد بازی | برد ایران | برد عمان | مساوی |
| --- | ----------------------- | ---------- | --------- | -------- | ----- |
| ۱   | مقدماتی جام جهانی*      | ۴          | ۲         | -        | ۲     |
| ۲   | دوستانه                 | ۳          | ۲         | ۱        | -     |
| ۳   | جام ملتهای آسیا         | ۲          | ۱         | -        | ۱     |
| ۴   | مقدماتی جام ملتهای آسیا | ۲          | ۲         | -        | -     |
| ۵   | بازیهای المپیک آسیایی   | ۱          | -         | ۱        | -     |
| ۶   | فوتبال غرب آسیا         | ۱          | -         | -        | ۱     |
| جمع | جمع                     | ۱۳         | ۷         | ۲        | ۴     |

- ۲ بازی با عنوان "مقدماتی مشترک جام جهانی و جام ملت‌های آسیا"

| عملکرد دو تیم در بازیهای رسمی | عملکرد دو تیم در بازیهای رسمی | عملکرد دو تیم در بازیهای رسمی | عملکرد دو تیم در بازیهای رسمی |
| ----------------------------- | ----------------------------- | ----------------------------- | ----------------------------- |
| بازی                          | برد ایران                     | برد عمان                      | مساوی                         |
| ۱۰ بازی                       | ۵ بازی                        | ۱ بازی                        | ۴ بازی                        |

## میزبان و میهمان
| بازیهایی که در ایران برگزار شده است       | بازیهایی که در ایران برگزار شده است | بازیهایی که در ایران برگزار شده است | بازیهایی که در ایران برگزار شده است |
| تیم                                       | برد                                 | مساوی                               | باخت                                |
| ----------------------------------------- | ----------------------------------- | ----------------------------------- | ----------------------------------- |
| ایران                                     | ۳                                   | ۱                                   | ۰                                   |
| عمان                                      | ۰                                   | ۱                                   | ۳                                   |
| بازیهایی که در عمان برگزار شده است        |                                     |                                     |                                     |
| تیم                                       | برد                                 | مساوی                               | باخت                                |
| ایران                                     | ۱                                   | ۱                                   | ۱                                   |
| عمان                                      | ۱                                   | ۱                                   | ۱                                   |
| بازیهایی که در کشوری بی‌طرف برگزار شده است |                                     |                                     |                                     |
| تیم                                       | برد                                 | مساوی                               | باخت                                |
| ایران                                     | ۳                                   | ۲                                   | ۱                                   |
| عمان                                      | ۱                                   | ۲                                   | ۳                                   |

## فهرست کلی بازیها
| #  | تاریخ      | نتیجه بازی       | شهر / ورزشگاه                  | عنوان بازیها                                  | گلزنان                                                                                 |
| -- | ---------- | ---------------- | ------------------------------ | --------------------------------------------- | -------------------------------------------------------------------------------------- |
| ۱۳ | ۱۳۹۷/۱۰/۳۰ | ایران ۲ - ۰ عمان | محمد بن زاید، ابوظبی           | جام ملت‌های آسیا ۲۰۱۹                          | علیرضا جهانبخش (۳۲) – اشکان دژاگه (۴۱-پ)                                               |
| ۱۲ | ۱۳۹۵/۱/۱۰  | ایران ۲ - ۰ عمان | تهران، ایران، آزادی            | مقدماتی جام جهانی ۲۰۱۸ و جام ملت‌های آسیا ۲۰۱۹ | سردار آزمون (۱۶ و ۲۳)                                                                  |
| ۱۱ | ۱۳۹۴/۷/۱۶  | ایران ۱ - ۱ عمان | مسقط، عمان، سلطان قابوس        | مقدماتی جام جهانی ۲۰۱۸ و جام ملت‌های آسیا ۲۰۱۹ | جلال حسینی (۷۰) ** سعد سهیل (۵۲)                                                       |
| ۱۰ | ۱۳۹۲/۳/۱   | ایران ۱ - ۳ عمان | مسقط، عمان، سلطان قابوس        | بازی دوستانه                                  | محسن مسلمان (۸۹) ** عبدالعزیز المقبلی (۲۰) عبداله سلام عامر (۲۹) – جابر الویسی (۶۱)    |
| ۹  | ۱۳۸۹/۷/۶   | ایران ۲ - ۲ عمان | امان، اردن، ملک عبداله         | فوتبال غرب آسیا ۲۰۱۰                          | میلاد میداوودی (۱۷) – آندرانیک تیموریان (۵۳) یوسما المخانی (۴۰) – یعقوب القاسمی (۱+۴۵) |
| ۸  | ۱۳۸۳/۵/۳   | ایران ۲ - ۲ عمان | چونگ‌کینگ، چین، المپیک چونگ‌کینگ | جام ملت‌های آسیا ۲۰۰۴                          | علی کریمی (۶۲) – محمد نصرتی (۹۴) ** عماد الحوسنی (۳۲ و ۴۱)                             |
| ۷  | ۱۳۸۰/۵/۱۷  | ایران ۵ - ۲ عمان | تهران، ایران، آزادی            | جام ال‌جی                                      | یحیی گل محمدی – سیروس دین محمدی (۳ گل) علی دایی                                        |
| ۶  | ۱۳۷۷/۹/۱۷  | ایران ۲ - ۴ عمان | بانکوک، تایلند، سوپاچالاسای    | بازی‌های آسیایی ۱۹۹۸                           | علی دایی (۷) – وحید هاشمیان (۷۳)                                                       |
| ۵  | ۱۳۷۵/۴/۱   | ایران ۲ - ۱ عمان | مسقط، عمان، سلطان قابوس        | مقدماتی جام ملت‌های آسیا ۱۹۹۶                  | علی دایی (۲۳) – کریم باقری (۸۸-پ)                                                      |
| ۴  | ۱۳۷۵/۳/۲۵  | ایران ۲ - ۰ عمان | تهران، ایران، آزادی            | مقدماتی جام ملت‌های آسیا ۱۹۹۶                  | علی دایی (۵) – حمید استیلی (۸۴)                                                        |
| ۳  | ۱۳۷۲/۴/۱۱  | ایران ۱ - ۰ عمان | دمشق، سوریه، عباسیون           | مقدماتی جام جهانی ۱۹۹۴                        | حمید درخشان (۳۵)                                                                       |
| ۲  | ۱۳۷۲/۴/۲   | ایران ۰ - ۰ عمان | تهران، ایران، آزادی            | مقدماتی جام جهانی ۱۹۹۴                        | [ ۱۴ ]                                                                                 |
| ۱  | ۱۳۶۰/۱۲/۴  | ایران ۴ - ۰ عمان | کراچی، پاکستان                 | جام محمدعلی جناح                              | عبدالعلی چنگیز (۲۷) – محمود حقیقیان (۴۰) ابراهیم کیان طهماسبی (۵۰) – کامل انجینی (۷۶)  |

## گلزنان
کلا ۲۰ بازیکن ایرانی با پیراهن تیم ملی ایران موفق به زدن گل به تیم عمان شده‌اند که علی دایی با زدن ۴ گل بهترین گلزن ایران در تاریخ جدالهایش با تیم ملی عمان است

### گلزنان تیم ملی ایران
- ۴ گل : علی دایی
- ۳ گل : سیروس دین محمدی
- ۲ گل : سردار آزمون
- ۱ گل :اشکان دژاگه – علیرضا جهانبخش – جلال حسینی – محسن مسلمان – آندرانیک تیموریان – میلاد میداوودی
محمد نصرتی – علی کریمی – یحیی گل محمدی – وحید هاشمیان – کریم باقری – حمید استیلی
حمید درخشان – کامل انجینی – ابراهیم کیان طهماسبی – محمود حقیقیان – عبدالعلی چنگیز

### گلزنان تیم ملی عمان
- ۲ گل : عماد الحوسنی
- ۱ گل : سعد سهیل  – جابر الویسی – عبداله سلام عامر – عبدالعزیز المقبلی – یعقوب القاسمی – یوسما المخانی
  - اطلاعات گلزنان تیم ملی عمان کامل نمی‌باشد